# Omphale nita
Omphale nita är en stekelart som beskrevs av Christer Hansson 1997. Omphale nita ingår i släktet Omphale och familjen finglanssteklar. Inga underarter finns listade i Catalogue of Life.